# Ōyama Iwao
El príncipe Ōyama Iwao (大山巌?  Kagoshima, 10 de octubre de 1842 - Tokio, 10 de diciembre de 1916) fue un mariscal de campo y político japonés, fue uno de los fundadores del Ejército Imperial de Japón.

## Primeros años
Ōyama nació en Kagoshima dentro de una familia de samurái que pertenecía al dominio de Satsuma. Fue protegido de Okubo Toshimichi y trabajó en el derrocamiento del shogunato Tokugawa, y tuvo un mayor rol en la Restauración Meiji. Fungió como comandante en jefe de la Primera Brigada Independiente durante la Guerra Boshin. Durante el Sitio de Aizu, fue comandante de las posiciones de artillería del Ejército Imperial de Japón en el Monte Oda. Durante el transcurso del sitio, fue herido por la guerrilla de Aizu bajo el mando de Sagawa Kanbei.

## Carrera militar
En 1870, estudió en el École Spéciale Militaire de Saint-Cyr en Francia y fue el observador militar oficial de Japón en la Guerra Franco-Prusiana. Estuvo tres años (1870-1873) en Ginebra estudiando lenguas extranjeras, y aprendió fluidamente el ruso. Ōyama fue conocido como el primer cliente japonés de Louis Vuitton, al haber comprado algunos equipajes durante su estadía en Francia. Después de ser promovido a mayor general, regresó a Francia para estudios especializados, junto con Kawakami Soroku. A su regreso a Japón, ayudó en el establecimiento del Ejército Imperial de Japón, y que fue usado en la represión de la Rebelión de Satsuma, a pesar de que Ōyama y su hermano mayor eran primos de Saigō Takamori.
En la guerra sino-japonesa fue asignado Comandante en Jefe del Segundo Ejército Japonés, y desembarcó en la Península de Liaotung, avanzó a Port Arthur en medio de una tormenta, y cruzó a Shantung, donde capturó la fortaleza de Weihawei.
Por sus servicios, Ōyama fue incluido en el sistema de nobleza japonesa (kazoku) con el título de marqués, y, tres años después fue promovido a mariscal de campo. En la guerra ruso-japonesa (1904-1905) fue nombrado comandante en jefe de las fuerzas japonesas en Manchuria. Con la victoria de Japón, el emperador Meiji lo nombró kōshaku (príncipe).

## Carrera política
Ōyama fue ministro de Guerra en varios gabinetes y como jefe del Estado Mayor defendió el poder autocrático de la oligarquía (genrō ) en contra de los derechos democráticos. Sin embargo bajo el gobierno del primer ministro Yamagata Aritomo, fue reservado y rehuyó de los asuntos políticos. Desde 1914 fue guardián del Sello Privado.

## Vida privada
Tenía la habilidad de hablar y escribir varias lenguas europeas de manera fluida y tuvo simpatías con el estilo arquitectónico europeo. Cuando fue ministro de Guerra, construyó una casa en Tokio basado en el modelo de un castillo alemán; sin embargo, su esposa reclamó e insistió en que las recámaras de los niños fueran remodelados al estilo japonés, para hacer énfasis en recordar su origen japonés. Dicha casa fue destruida por los bombardeos aéreos en la Segunda Guerra Mundial. La esposa de Ōyama, Yamakawa Sutematsu, fue hermana de los antiguos vasallos del clan Aizu, Yamakawa Hiroshi y Yamakawa Kenjiro; y era conocida por ser una de las primeras estudiantes femeninas en ser enviadas a los Estados Unidos por la emperatriz de Japón a comienzos de la década de 1870. Estuvo varios años en ese país, graduándose del Vassar Collage en 1882.
Ōyama fue un hombre obeso, cuyo peso excedía los 95 kilogramos, y consumía mucha carne. Murió a la edad de 75 años en diciembre de 1916, y recientemente su muerte ha sido atribuida a complicaciones de una diabetes.